# El Guayabo, Michoacán de Ocampo
El Guayabo är en ort i Mexiko.   Den ligger i kommunen Penjamillo och delstaten Michoacán de Ocampo, i den centrala delen av landet, 300 km väster om huvudstaden Mexico City. El Guayabo ligger 1 849 meter över havet och antalet invånare är 144.
Terrängen runt El Guayabo är kuperad. Runt El Guayabo är det ganska glesbefolkat, med 43 invånare per kvadratkilometer. Närmaste större samhälle är Puréparo de Echaíz, 17,9 km söder om El Guayabo. I omgivningarna runt El Guayabo växer huvudsakligen savannskog.